# Primer ministre de Belize
El primer ministre és el cap de govern de Belize. Entre les seves tasques figura nomenar als altres ministres del govern.

## Llista
Aquesta llista només compren los primers ministres des de 1981.
| núm. | Imatge | Nom (Naixement–Mort)           | Eleccions      | Durada del mandat | Durada del mandat | Durada del mandat | Partit polític         |
| núm. | Imatge | Nom (Naixement–Mort)           | Eleccions      | Inici de govern   | Fi de govern      | Temps             | Partit polític         |
| ---- | ------ | ------------------------------ | -------------- | ----------------- | ----------------- | ----------------- | ---------------------- |
| 1    |        | George Cadle Price (1919–2011) | —              | 12 setembre 1981  | 17 desembre 1984  | 3 anys, 96 dies   | Partit Popular Unit    |
| 2    |        | Manuel Esquivel (1940–2022)    | 1984           | 17 desembre 1984  | 7 setembre 1989   | 4 anys, 264 dies  | Partit Democràtic Unit |
| (1)  |        | George Cadle Price (1919–2011) | 1989           | 7 setembre 1989   | 13 juliol 1993    | 3 anys, 309 dies  | Partit Popular Unit    |
| (2)  |        | Manuel Esquivel (1940–2022)    | 1993           | 13 juliol 1993    | 28 agost 1998     | 5 anys, 46 dies   | Partit Democràtic Unit |
| 3    |        | Said Musa (nascut 1944)        | 1998 2003      | 28 agost 1998     | 8 febrer 2008     | 9 anys, 164 dies  | Partit Popular Unit    |
| 4    |        | Dean Barrow (nascut 1951)      | 2008 2012 2015 | 8 febrer 2008     | 12 novembre 2020  | 12 anys, 278 dies | Partit Democràtic Unit |
| 5    |        | Johnny Briceño (nascut 1960)   | 2020           | 12 novembre 2020  | actualitat        | 4 anys, 122 dies  | Partit Popular Unit    |